# Eco telfs

Westseite des Bundesschulzentrums

Die eco telfs ist eine berufsbildendes höheres Bundesschulzentrum mit einer Handelsschule und Handelsakademie in der Marktgemeinde Telfs im Bezirk Innsbruck-Land in Tirol. Der Name „eco“ setzt sich aus den Initialen der drei Wörter „educational“, „competence“  und „organisation“ zusammen.

## Geschichte
Die Handelsschule wurde am 28. September 1967 als Gemeindeschule gegründet und stand unter der Leitung von Direktor  Josef Walter. Die Unterrichtsräume befanden sich in der heutigen Josef-Schweinester-Volksschule in Telfs. Aufgrund der stark ansteigenden Zahl der Schüler und des damit einhergehenden Platzmangels wurde im Jahre 1975 zusammen mit dem Oberstufen-Realgymnasium das neue Schulgebäude in der Weißenbachgasse bezogen. Damit wurde die Gemeindeschule zur Bundesschule.  Durch das Hinzukommen eines Bundes-Unterstufe-Realgymnasiums und den steigenden Platzbedarf der HAK wurde das alte Schulgebäude zu klein. Nach  Verhandlungen wurde beschlossen, das alte Schulgebäude abzureißen und durch einen Neubau zu ersetzen. Daher war eine Übersiedlung in das Ausweichquartier auf dem Firmengelände Thöni notwendig. Nach einer zweijährigen Bauzeit nach den Plänen des Architekten Thomas Klima wurde das neue Bundesschulzentrum eröffnet.

## Ausstattung
Als einzige Schule in Tirol bietet die eco telfs einen Aufbaulehrgang, den Ausbildungsschwerpunkt „Gesundheits- und Sozialmanagement“ und das Seminar „Vitalcoaching und -management“ an. Die technischen Ausstattung beinhaltet unter anderen 140 Workstations mit Windows-Betriebssystemen und  Microsoft-Office-Software. Noch dazu stehen in beinahe allen Unterrichtsräumen Videoprojektoren für Präsentationen zur Verfügung. An der Schule sind derzeit 42 Lehrer beschäftigt (2013).

### Kaufmännische Fächer
Die Schule begann mit den klassischen kaufmännischen Fächern „Betriebskunde“, „Kaufmännisches Rechen“, „Schriftverkehr“ sowie „Buchhaltung“. Auch das Fach „Bürotechnik“ wurde damals  Ausstattung unterrichtet.
Mit der Errichtung der ersten „Betriebswirtschaftlichen Zentren“ in den Folgejahren und der Installierung von Übungsfirmen wurde eine praxisgerechte Ausbildung gewährleistet.
Aus den Fächern „Betriebskunde“ und „Schriftverkehr“ wurde das Fach „Betriebswirtschaftslehre“, „Kaufmännisches Rechen“ und „Buchhaltung“ wurden zusammengelegt und werden heute unter dem Namen „Rechnungswesen“ unterrichtet.
Die größten Veränderungen gab es im Bereich der EDV. Zu Beginn der 1980er Jahre wurden für die Schule die ersten 10 Computer bereitgestellt. Heute verfügt die Schule über sieben  IT-Säle und über ein Großraumbüro mit 20 Computerarbeitsplätzen. In diesem Büro können die Schüler der 4. Klasse Handelsakademie und der 3. Klasse Handelsschule in  3  Übungsfirmen die theoretisch erworbenen Kenntnisse praktisch umsetzen.
Mit Beginn des Schuljahres 2010/11 wurden alle Klassen zusätzlich mit Beamer und Internetzugang ausgestattet.

## Handelsakademie
Die Handelsakademie vermittelt in integrierter Form eine  Allgemeinbildung und eine höhere kaufmännische Ausbildung, die sowohl für gehobene Berufe in allen Zweigen der Wirtschaft und Verwaltung eingesetzt werden, als auch nach Ablegung der Reife- und Diplomprüfung zum Studium an Akademien, Fachhochschulen und Universitäten befähigen können.
In dem durch den Lehrplan 1994 neu eingeführten Pflichtgegenstand "Betriebswirtschaftliche Übungen und Projektmanagement" (Handelsakademie) bzw. "Betriebswirtschaftliche Übungen einschließlich Projektarbeit" (Handelsschule) wird in dafür eingerichteten BWZ (Betriebswirtschaftlichen Zentren) unterrichtet.
Basierend auf dem Prinzip "learning by doing" lernen Schüler in Übungsfirmen nicht nur die Arbeitsanforderungen der verschiedenen Abteilungen eines Betriebes kennen, sondern führen wie in einem realen Betrieb auch  Geschäftsfälle -von der Beschaffung bis zum Absatz  durch.
Es besteht die Möglichkeit der Wahl eines Ausbildungsschwerpunktes im betriebswirtschaftlichen Bereich, z. B. Sozial- und Gesundheitsmanagement, Multimedia, Marketing und internationale Geschäftstätigkeit.

### Aufnahmekriterien
| Ausgangsschule                               | Aufnahmeprüfung |
| -------------------------------------------- | --------------- |
| AHS                                          | nein            |
| Hauptschule                                  |                 |
| I. Leistungsgruppe                           | nein            |
| II. Leistungsgruppe mit "Sehr gut" und "Gut" | nein            |
| II. Leistungsgruppe ab "Befriedigend"        | ja              |
| III. Leistungsgruppe                         | ja              |

Die Leistungsgruppen beziehen sich auf die leistungsdifferenzierten Pflichtgegenstände Mathematik, Deutsch und Englisch. Die Aufnahmeprüfung hat Niveau der I. Leistungsgruppe (HS) und besteht aus einer schriftlichen und gegebenenfalls mündlichen Prüfung.

### Maturaprüfungsvarianten
| schriftlich | schriftlich | schriftlich | mündlich | mündlich   | mündlich |
| ----------- | ----------- | ----------- | -------- | ---------- | -------- |
| BDA (6h)    | D (5h)      | MAM (4h)    | BKO      | Wahlfach1) | ENWS     |
| BDA (6h)    | D (5h       | ENWS (5h)   | BKO      | Wahlfach2) | ZLF      |
| BDA (6h)    | D (5h)      | ZLF (5h)    | BKO      | Wahlfach2) | ENWS     |

Legende:

BDA – Betriebswirtschaftliche Diplomarbeit

BKO – Betriebswirtschaftliches Kolloquium

D – Deutsch

MAM – Mathematik und angewandte Mathematik

ENWS – Englisch einschl. Wirtschaftssprache

ZLF – zweite lebende Fremdsprache – Französisch oder Italienisch

1) Wie in 2) angegeben, jedoch ohne Mathematik (MAM)!

2) Religion/Ethik, Kultur (Kulturportfolio), Geografie inkl. Internationale Wirtschafts- und Kulturräume (IWK), Geschichte inkl. Internationale Wirtschafts- und Kulturräume (IWK), Naturwissenschaften (Biologie (BOW), Chemie (CH), Physik (PH)), Volkswirtschaftslehre (VWL), Politische Bildung, ZLF, Wirtschaftsinformatik

### Projektarbeit
Dadurch sollen  Schüler  Arbeitstechniken, wie z. B. das Beschaffen von Informationen, das Arbeiten im Team, das Strukturieren von Inhalten sowie das Dokumentieren und Präsentieren der Ergebnisse erlernen.
An der Handelsakademie wie auch an der Handelsschule können auf Grund der schulautonomen Lehrplanbestimmungen verschiedene Seminare besucht werden, die Sprachen sowie allgemein bildende und betriebswirtschaftliche Inhalte umfassen.
Dadurch kann sich das Unterrichtsprofil der Schule spezifisch an die regionalen wirtschaftlichen Gegebenheiten anpassen.

### Ausbildung & Chancen
Möglichkeiten nach der Handelsakademie bzw. dem Aufbaulehrgang:
- Direkter Berufseinstieg vor allem in kaufmännische Berufe (Büro, Buchhaltung, Steuerberater, Bank usw.)
- Kurzausbildung: Kollegs, Akademien, MCI
- Fachhochschulen: Diese Form der Weiterbildung ist für Maturanten geeignet, die eine Hochschulausbildung mit Praxisbezug und klare Strukturen im Studienplan bevorzugen.
- Universitäten: Jedes Studium kann nach der Handelsakademie gemacht werden. Ein Universitätsstudium ist zum Großteil eine theoretische Berufsvorbereitung und keine direkte Berufsausbildung. Das Interesse für wissenschaftliche Grundlagen ist daher wichtig. Für einige Studien (z. B. Medizin) muss Latein nachgelernt werden.
- Gewerbeberechtigung: Nach Abschluss der Handelsakademie bzw. des Aufbaulehrganges kann man selbst ein Unternehmen gründen.

## Handelsschule
Die Handelsschule vermittelt eine kaufmännische Ausbildung, jedoch ohne Reifeprüfung. Die Ausbildung endet nach 3 Jahren mit einer Abschlussprüfung.

### Aufnahmekriterien
| Ausgangsschule                               | Aufnahmeprüfung |
| -------------------------------------------- | --------------- |
| AHS                                          | nein            |
| Hauptschule                                  |                 |
| I. Leistungsgruppe                           | nein            |
| II. Leistungsgruppe mit "Sehr gut" und "Gut" | nein            |
| II. Leistungsgruppe ab "Befriedigend"        | ja              |
| III. Leistungsgruppe                         | nein            |

Die Leistungsgruppen beziehen sich auf die leistungsdifferenzierten Pflichtgegenstände Mathematik, Deutsch und Englisch. Die Aufnahmeprüfung hat Niveau der II. Leistungsgruppe (HS) und besteht aus einer schriftlichen und gegebenenfalls einer mündlichen Prüfung.

### Abschlussprüfung
Berufsbildende mittlere Schulen (3- bis 4-jährige Fachschulen) enden mit einer Abschlussprüfung und führen zu beruflichen Qualifikationen, die zur unmittelbaren Ausübung von einschlägigen beruflichen Tätigkeiten befähigen und den Zugang zu reglementierten Berufen eröffnen.
| schriftlich | - Deutsch (3h) - Übungsfirma – Bearbeitung von Geschäftsfällen in Gruppen (4h)                                      |
| mündlich    | - Präsentation des Projektes des fachlichen Umfeldes - betriebswirtschaftliche Übungen und Projektarbeit - Englisch |

### Projektarbeit
Eine zur Abschlussprüfung zu präsentierende Projektarbeit soll den  Schülern die Möglichkeit eröffnen,  das zu demonstrieren, was sie an Fähigkeiten und Kenntnissen erlernt haben.

### Ausbildung & Chancen
- Basis zur Weiterbildung: Dreijähriger Aufbaulehrgang mit Maturaabschluss
- Direkter Einstieg in einen kaufmännischen Beruf
- Die bestandene Abschlussprüfung ermöglicht die Gründung eines Unternehmens.

## Aufbaulehrgang
Absolventen einer 3- oder 4-jährigen BMS (Handelsschule, div. Fachschule) haben die Möglichkeit, in einem dreijährigen Aufbaulehrgang die Reifeprüfung der Handelsakademie nachzuholen und die Berechtigung zum Hochschulstudium zu erwerben. Es handelt sich um eine Tagesschule.
2. Lebende Fremdsprache: Italienisch (kein Französisch)
In Telfs befindet sich der einzige Aufbaulehrgang Tirols.
Dementsprechend verfügt die Schule über ein großes Einzugsgebiet,
Unterkunft ist in Privatzimmern möglich.

### Aufnahmekriterien
Voraussetzung ist der  Abschluss einer 3- oder 4-jährigen Berufsbildenden mittleren Schule (Handelsschule, div. Fachschulen).
Die Absolventen des Aufbaulehrgangs können zwischen denselben Maturaprüfungsvarianten wählen wie Hak-Schüler. Sie dürfen folglich auch die gleichen weiterführenden Schulen besuchen und haben am Arbeitsmarkt dieselben Chancen.

## eco-award
Mit dem „eco award“ werden in zwei Kategorien herausragende Leistungen der  Schüler der eco telfs gewürdigt. Mit dem "innovation eco" werden die besten Projekte der Abschlussklassen von Handelsakademie, Handelsschule und Aufbaulehrgang prämiert.
Der „social eco“ wird für sozial bemerkenswerte Projekte vergeben.
Die Nominierung der Projekte für die Endausscheidung erfolgt nach einem Auswahlverfahren durch eine schulinterne Jury nach den Kriterien Kreativität, Innovation, Realisierbarkeit, Umwegrentabilität für Auftraggeber und Wert für das Gemeinwohl.
Jene Projektgruppen, deren Arbeiten bei der Vorausscheidung berücksichtigt worden sind, stellen sich im Rahmen einer Projektpräsentation dem Urteil einer Jury, die sich aus Vertretern der Telfer Wirtschaftstafel zusammensetzt.
Der „eco“ ist eine Trophäe, welche die Partnerfirma Thöni entwirft und produziert. Zusätzlich zum Award erhalten die Finalisten Preisgelder, die von den Mitgliedern der Telfer Wirtschaftstafel gesponsert werden.

## SGA
Der Schulgemeinschaftsausschuss, kurz SGA,  ist eine gesetzliche Einrichtung, die in Österreich nach dem Schulunterrichtsgesetz in allen mittleren und höheren Schulen eingerichtet werden muss.
Das Ziel des SGA ist ein demokratischer Entscheidungsprozess, an dem alle drei Schulpartner (Eltern, Lehrer und Schüler) beteiligt sind. Dem SGA gehören neben dem Schulleiter (Direktor), je drei Vertreter der Schüler,  Lehrer  und Erziehungsberechtigten an.
Wenn nicht genügend Vertreter gewählt werden (z. B. nur 2 Elternvertreter), muss der SGA mit dieser verringerten Mitgliederanzahl arbeiten.
Aufgabe des SGA ist es, über folgende Punkte abzustimmen und zu entscheiden
- mehrtägige Schulveranstaltungen
- die Hausordnung (Verhaltensvereinbarung)
- die Durchführung (einschl. Terminfestlegung) von Elternsprechtagen
- Vorgaben, die der Mitgestaltung des Schullebens dienen
- die schulautonome Festlegung von Eröffnungs- und Teilungszahlen (z. B.: Klassenteilungen in Englisch)
- schulautonome Schulzeitregelungen (z. B.: Schulbeginn um 7:45 – Schulende dementsprechend früher)
- schulautonome Festlegung von Reihungskriterien (Schüleraufnahme)
- Richtlinien über die Wiederverwendung von Schulbüchern

## Übungsfirmen
Die Übungsfirma ist das Modell eines realen Unternehmens. Mit dessen Hilfe werden betriebliche Abläufe für Lernprozesse transparent gemacht und die Komplexität eines realen Unternehmens vereinfacht. Die Übungsfirma als Lernort ist an allen österreichischen Handelsschulen und Handelsakademien im Lehrplan verpflichtend vorgeschrieben.
In der Übungsfirma fallen alle der Praxis entsprechenden branchenspezifischen Geschäftsfälle von der Beschaffung über die Leistungserstellung bis zum Absatz an. Die damit verbundenen kaufmännisch-verwaltenden Arbeiten sind unter Berücksichtigung der kaufmännischen Usancen und der rechtlichen Voraussetzungen von den Schülern durchzuführen.
Allerdings sind Waren und Dienstleistungen sowie das für die Zahlung erforderliche Geld nicht real vorhanden. Es werden die für Kaufleute notwendigen Informationen und Schriftstücke unter Verwendung zukunftsorientierter Technologien ausgetauscht.
Die Schülerinnen und Schüler durchlaufen die verschiedenen Abteilungen eines Unternehmens und leisten spezifische Arbeiten.
Derzeit gibt es an der eco telfs 3 Übungsfirmen, in denen die Schüler der 4. Klassen Handelsakademie und der 3. Klasse der Handelsschule während 4 Schulstunden in der Woche den Aufgaben ihrer Abteilungen nachkommen.
Für die Schüler der Handelsakademie stehen zwei ÜFAs zur Verfügung, einerseits die Transport- und Informationscenter GmbH, kurz „TIC Tirol“, und andererseits „young.b“, eine Übungsfirma, die mit dem Büroausstatter Bene als Partnerfirma kooperiert.
Die Schüler der Handelsschule simulieren einen realen Arbeitsalltag ihrer eigenen Übungsfirma namens „Shelf Esteem“.

## Leitung
- 1967–1989 Josef Walter[2]
- 2001–2003 Othmar Kowalik[3][4]
- 2005–2019 Wolfgang Haupt[5]
- 2019–2020 Erwin Abfalterer (interimistisch)
- seit 2020 Alois Hörmann[6]